# Исландская хоккейная лига 2003/2004
В 2003—2004 годах прошел 13-й сезон Исландской хоккейной лиги.

## Регулярный сезон
|    | Клуб      | И  | В  | Н | П  | Голы  | Очки |
| -- | --------- | -- | -- | - | -- | ----- | ---- |
| 1. | Акюрейри  | 12 | 12 | 0 | 0  | 87:47 | 24   |
| 2. | Рейкьявик | 12 | 5  | 1 | 6  | 69:70 | 11   |
| 3. | Бьёрнин   | 12 | 0  | 1 | 11 | 59:98 | 1    |

И = Игры, В = Выигрыш, Н = Ничья, П = Поражение, ВО = Выигрыш в овертайме, ПО = Поражение в овертайме

## Финал
Матчи прошли 8, 10 и 14 апреля 2004:
- Акюрейри - Рейкьявик 3:0 (5:2, 7:1, 6:1)

## Статистика и рекорды
- Был сыгран 21 матч, было забито 237 голов (11,29 за игру).
- Крупнейшая победа: (28.02.2004) «Акюрейри» - «Бьёрнин» 12-4
- Самый результативный матч: (15.11.2003) «Акюрейри» - «Бьёрнин» 11-7
- Самый нерезультативный матч: (06.03.2004) «Рейкьявик» - «Акюрейри» 2-3